# Eberhard von Bothmer
Eberhard von Bothmer (* 1572; † 14. Oktober 1645) war ein deutscher Adeliger und Verwaltungsbeamter.

## Leben
Bothmer war ein Sohn des Lippold von Bothmer (* ca. 1540, † vor 9. Februar 1602), Drosten zu Rotenburg, und der Maria Agnes «Gesche» von Holle (1539–1625), Schwester d. Erzbischofs Eberhard von Holle. Er war wie sein Vater Drost in Rotenburg und wurde nach dem Tod des Drosten Hartwig von Badendorff 1609 durch Herzog Ernst II. von Braunschweig-Lüneburg gegen eine Pfandsumme von 4214 Goldgulden und 7189 Reichstalern auch mit dem Amt Neubruchhausen belehnt. Daneben fungierte er als Domherr in Verden, Hildesheim und Merseburg sowie als Propst und Thesaurarius von St. Andreas in Verden.
In Neubruchhausen veranlasste er 1610/12 den Neubau der Kapelle (1970 abgebrochen) und stiftete den heute noch erhaltenen zweigeschossigen Schnitzaltar (1610).
1640 gab er das Drostenamt in Bruchhausen ab.

## Familie
Eberhard von Bothmer war in erster Ehe (14. Juli 1603 in Schwarmstedt) mit Fredeke von Landesbergen (Wormsthal * 21. Dezember 1568 † 24. Juni 1613) verheiratet, T. d. Christoph v. L., zu Wormsthal, u.d. Fredeke v. Klencke. Nach deren Tod heiratete er am 30. Oktober 1614 Gertrud von Falkenberg († 1646), T.d. Christoph v. F., zu Blankenburg, u.d. Apollonia Spiegel v. Desenberg.